# Hex River Mountains
Le Hex River Mountains (in afrikaans Hexrivierberge) costituiscono la seconda catena montuosa più alta della provincia del Capo Occidentale del Sudafrica e si trovano circa 120 chilometri a nord-est di Città del Capo. Fanno parte di una grande anticlinale nel sistema montuoso della Cintura di pieghe del Capo e questo sistema montuoso che forma il nucleo della Cape Syntaxis tra le città di Worcester e De Doorns. Queste montagne sono principalmente composte da arenaria della montagna della Tavola e la maggior parte dei picchi raggiunge i 2.000 metri di altezza ed oltre. La montagna più alta è il Matroosberg che raggiunge i 2.249 metri, rendendola la seconda vetta più alta della provincia dopo il Seweweekspoort Peak nella catena montuosa di Swartberg. 
Riguardo alla vegetazione è presente principalmente del fynbos di montagna ed il clima delle Hex River Mountains rientra nel clima mediterraneo, tipico della zona intorno a Città del Capo. Le montagne offrono alcune basilari opportunità di sci sulla neve in inverno, quando le nevicate più abbondanti della zona si verificano all'interno e intorno a queste catene. Per quanto riguarda le valli circostanti, sono presenti svariate coltivazioni intensive di frutta decidua, principalmente sotto forma di ciliegie e uva da tavola, ciò a causa del clima favorevole.

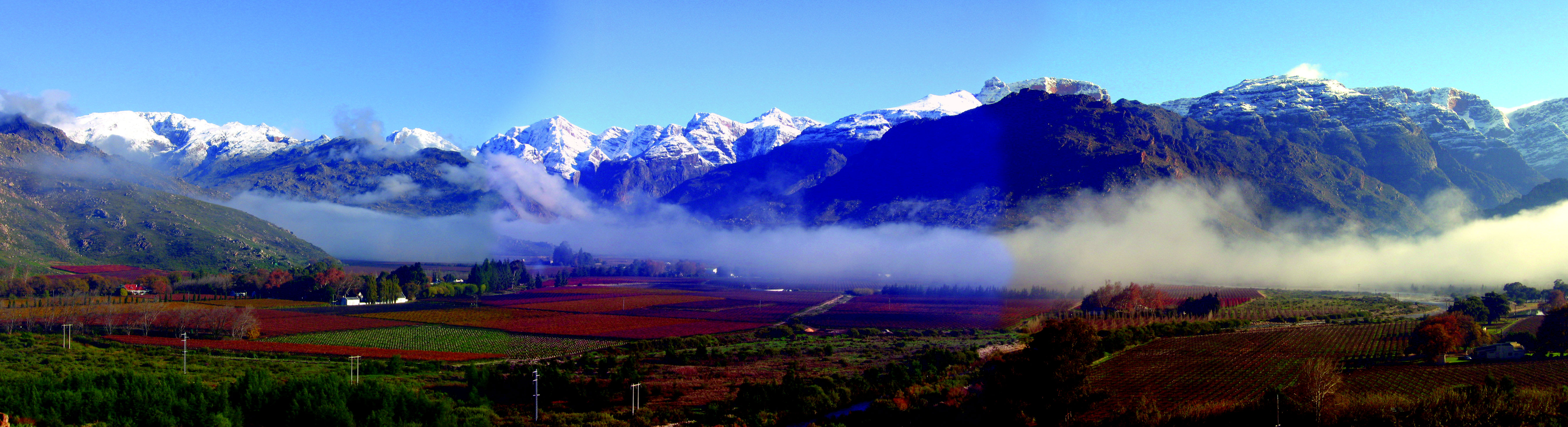
Le Hex River Mountains, Buffelshoek Peak (2060 m) e Milner Peak (1995 m).